# Мец (Австрія)
Мец (нім. Mötz) —  громада округу Імст у землі Тіроль, Австрія.
Мец лежить на висоті  654 м над рівнем моря і займає площу  5,86 км². Громада налічує 1242 мешканців. 
Густота населення 212/км².  
|                              |
| Мец на мапі округу та землі. |

 Адреса управління громади: Flößerweg 9, 6423 Mötz. 

## Демографія
Історична динаміка населення міста за даними сайту Statistik Austria

## Виноски
1. ↑  Dauersiedlungsraum der Gemeinden Politischen Bezirke und Bundesländer - Gebietsstand 1.1.2018 — Статистичне управління Австрії.
2. ↑  https://www.statistik.at/blickgem/blick1/g70211.pdf
3. ↑  www.moetz.tirol.gv.at. Архів оригіналу за 22 жовтня 2016. Процитовано 21 липня 2013.
4. ↑  Gemeindedaten von Mötz. Архів оригіналу за 25 березня 2008. Процитовано 21 липня 2013.

| Австрія | Це незавершена стаття з географії Австрії. Ви можете допомогти проєкту, виправивши або дописавши її. |